# Molson Export
 (novembre 2018).
Molson Export est une bière de type Ale, c’est-à-dire à haute fermentation, à 5 % d’alcool brassée par Molson, la plus ancienne brasserie canadienne fondée à Montréal en 1786.
Créée en 1903, Molson Export est la plus vieille marque de toute la gamme des bières Molson.

## Historique

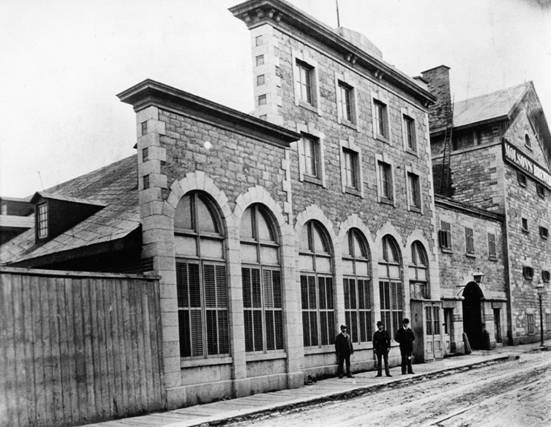
La brasserie Molson vers 1885.

Le 2 mai 1782, à l’âge de 18 ans, John Molson quitte l’Angleterre. Il débarque à Montréal le 26 juin. Peu après son arrivée, il commence à travailler à la brasserie de Thomas Loyd. Il en fera l’acquisition aux enchères en 1784. 
En 1785, il ferme son commerce, pour traverser l’Atlantique et chercher des ingrédients et outils.
À son retour à Montréal en 1786, il fonde la Brasserie Molson sur les rives du fleuve Saint-Laurent. Il fait cultiver localement la semence d’orge rapportée de son voyage outre-mer. Comme sa première bière, une ale, connaît un grand succès, il en propose rapidement trois autres variétés, ce qui établit la brasserie Molson en tant qu’entreprise.
En 1816, John Molson s’associe avec ses trois fils, John, Thomas et William. Thomas héritera de l'entreprise. En 1903, Herbert Molson, petit-fils de Thomas, et le maître brasseur John Hyde créent la bière Molson Export, une ale dans le style classique élaboré par John Molson.  
Elle doit son nom au fait qu'elle est destinée à l'export. Le bateau apparu sur l’étiquette en 1955 rappelle le voyage de John Molson et sa recherche des ingrédients. Il est ensuite devenu l’emblème de la marque.

## Prix et distinctions

### Meilleure bière de sa catégorie
Lors de l’édition 2010 des Canadian Brewing Awards, Molson Export a remporté l’or dans la catégorie Ale blonde/dorée de style nord-américain. Ce  concours réunit des brasseries canadiennes et récompense les meilleures bières à la suite d’une dégustation à l’aveugle. En 2010, 76 brasseries y ont participé, présentant 390 bières réparties en 31 catégories. Les gagnants sont sélectionnés par un panel de 20 juges en fonction de critères précis comme le goût, l’apparence, l’arôme, la sensation en bouche et l’impression globale.

## Campagnes publicitaires
Lancée en 1997, la campagne Jeune depuis 1903 a été populaire au Québec, jouant sur le thème de la tradition. En 2003, cette même campagne célèbre les 100 ans d’existence de Molson Export.
En 2010, une campagne publicitaire de Molson Export fait à nouveau référence à la quête de John Molson. Un message racontant une de ses traversées de l’océan Atlantique a été diffusé sur les ondes télé, tandis que des publicités parlant de courage, de passion et de détermination apparaissaient au Centre Bell et sur le web.

## Partenariats
Molson Export est associée aux Canadiens de Montréal depuis 1957 et aux Alouettes de Montréal depuis 1999. 